# Fahrerwechsel

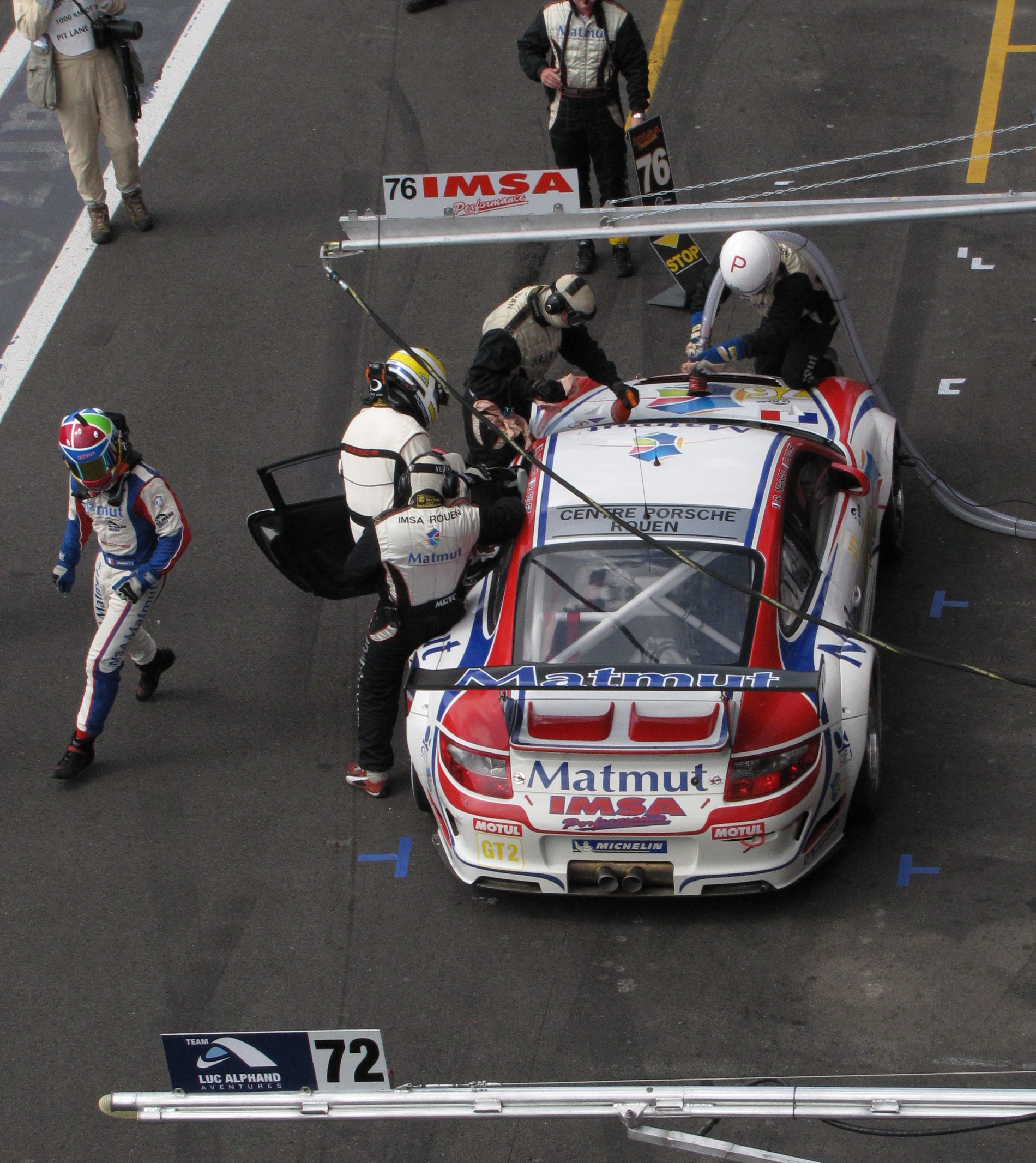
Fahrerwechsel beim 1000-km-Rennen von Spa-Francorchamps 2009 der Le Mans Series

Ein Fahrerwechsel wird in mehreren Motorsport-Klassen durchgeführt, darunter in der Le Mans Series und in der ADAC GT Masters. Meist fährt der Fahrer nur in die Box, um mit seinen Teamkollegen den Platz zu tauschen oder der Wechsel wird während eines Boxenstopps durchgeführt.

## Regeln

### European Le Mans Series
Während der vierstündigen Rennen der European Le Mans Series sind Crews von 2 bis 3 Fahrern zugelassen. Diese müssen je nach Klasse und Fahrerkategorisierung Mindestfahrzeiten von 50 bis 105 Minuten, sowie (bei als Profis eingestufte Piloten) Maximalfahrzeiten von 60 bis 120 Minuten einhalten. Daraus ergeben sich während der Rennen je nach eingeschlagenen Taktik des jeweiligen Teams 2–4 Fahrerwechsel pro Rennen. Der Fahrerwechsel muss bei ausgeschaltetem Motor in der dafür gekennzeichneten Zone vor der Box erfolgen. Er darf z. B. nicht in der Box bei einer Reparatur vorgenommen werden. Beim Wechsel darf maximal eine Person dem neuen Fahrer beim Anlegen der Gurte assistieren, wobei es sich dabei auch um den vorangegangenen Fahrer handeln kann.

### FIA-GT3-Europameisterschaft
Ein Rennteam besteht aus zwei Fahrzeugen des gleichen Fahrzeugstyps. Pro Rennwagen müssen zwei Fahrer gemeldet werden.
Bei beiden Rennen des Rennwochenendes muss jedes Fahrzeug zwischen der 23. und 37. Minute einen Pflichtboxenstopp absolvieren, bei dem ein Fahrerwechsel durchgeführt wird.

## Hergang
Nachdem das Auto in der Boxengasse angekommen ist, steigt der Fahrer so schnell wie möglich aus und macht seinem Teamkollegen Platz. Dabei helfen sie sich gegenseitig.